# Medaile 100. výročí narození Vladimira Iljiče Lenina
Medaile 100. výročí narození Vladimira Iljiče Lenina (rusky: Юбилейная медаль В ознаменование 100-летия со дня рождения Владимира Ильича Ленина») byla státní pamětní medaile Sovětského svazu. Založena byla roku 1969 a udílena byla občanům Sovětského svazu i cizím státním příslušníkům za znamenitost v civilní či vojenské službě socialistickému státu.

## Historie a pravidla udílení
Pamětní medaile byla založena prezidiem Nejvyššího sovětu Sovětského svazu dne 5. listopadu 1969 na paměť sta let od narození Vladimira Iljiče Lenina. Sovět ji založil na základě společné rezoluce celostátních, oblastních a místních členů komunistické strany Sovětského svazu, vládních a odborových organizací, nařízení ministra obrany, ministra vnitra a předsedy Státní rady bezpečnosti Rady ministrů, velitelů ozbrojených sil Sovětského svazu, velitelů vojenských obvodů, sborů, obvodů protiletecké obrany a velitů námořnictva. Udílena byla ve třech verzích – v civilní, vojenské a ve verzi pro cizince. Jednotlivé verze se dají identifikovat již podle oficiálního názvu medaile. Pro civilisty nesla medaile název Jubilejní medaile Za chrabrou práci – Na paměť 100. výročí narození Vladimira Iljiče Lenina, oficiální název vojenské verze byl Jubilejní medaile Za vojenskou chrabrost – Na paměť 100. výročí narození Vladimira Iljiče Lenina a verze pro cizince nesla základní název.
Status medaile byl změněn výnosem prezidia Nejvyššího sovětu Sovětského svazu ze dne 18. července 1980.

### Jubilejní medaile Za chrabrou práci – Na paměť 100. výročí narození Vladimira Iljiče Lenina
Jubilejní medaile Za chrabrou práci – Na paměť 100. výročí narození Vladimira Iljiče Lenina (rusky: Юбилейная медаль «За доблестный труд – В ознаменование 100-летия со дня рождения Владимира Ильича Ленина») byla udílena zkušeným dělníkům, pracovníkům v zemědělství, specialistům národního hospodářství, zaměstnancům veřejných institucí, předním vědcům a umělcům, kteří se nejvíce zasloužili o přípravy oslav Leninova výročí. Dále byla udílena bojovníkům, kteří se zasloužili o vznik sovětské moci, lidem bránícím vlast, nebo těm, kteří svou prací významně přispěli k budování socialismu v Sovětském svazu, těm kteří straně pomáhali při výchově mládeže svou příkladnou prací a udílena byla také za sociální činnost.

### Jubilejní medaile Za vojenskou chrabrost – Na paměť 100. výročí narození Vladimira Iljiče Lenina
Jubilejní medaile Za vojenskou chrabrost – Na paměť 100. výročí narození Vladimira Iljiče Lenina (rusky: Юбилейная медаль «За воинскую доблесть – В ознаменование 100-летия со дня рождения Владимира Ильича Ленина») byla udílena příslušníkům Rudé armády, námořnictva, jednotek ministerstva vnitra a příslušníkům jednotek Bezpečnostní rady Rady ministrů Sovětského svazu, kteří vynikli v boji a politickém výcviku, měli dobré výsledky při velení a úspěchy v organizaci bojové připravenosti během příprav na oslavu výročí.

### Jubilejní medaile Na paměť 100. výročí narození Vladimira Iljiče Lenina
Jubilejní medaile Na paměť 100. výročí narození Vladimira Iljiče Lenina (rusky: Юбилейная медаль В ознаменование 100-летия со дня рождения Владимира Ильича Ленина») byla udílena zahraničním vůdcům  komunistických a dělnických hnutí a dalších zahraničních aktivistů.

## Způsob nošení
Medaile se nosila nalevo na hrudi. Pokud je nošena v přítomnosti dalších sovětských vyznamenání, nosí se nad ostatními sovětskými medailemi, ale pod zlatou hvězdou Hrdiny Sovětského svazu a/nebo srpu a kladiva Hrdiny socialistické práce Sovětského svazu. Pokud ani jedno ze zmíněných vyznamenání dotyčnému uděleno nebylo, nosí se Pamětní medaile 100. výročí narození Vladimira Iljiče Lenina na jejich místě. Pokud se nosí pouze stuha, měla by následovat ihned po stužce Medaile Za vynikající práci. Pokud je medaile nošena s řády či medailemi Ruské federace, mají ruská vyznamenání přednost.

Každá medaile je udílena spolu s dekretem o udělení medaile. Toto potvrzení má podobu složené knížky o rozměru stran 8 × 11 cm, ve které je uvedeno jméno příjemce, údaje o příjemci a oficiální razítko a podpis.

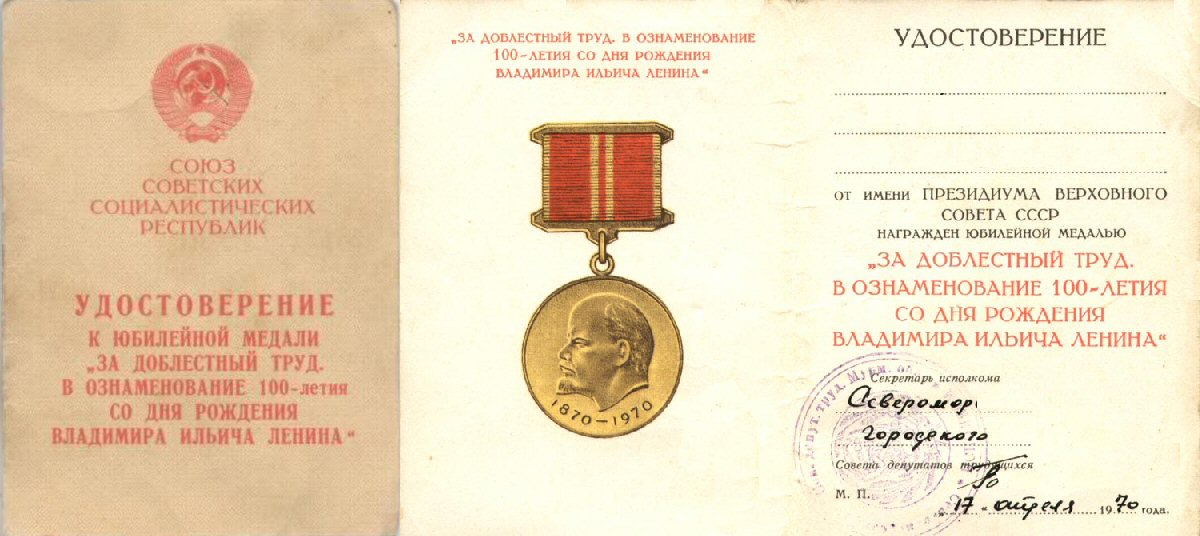
Potvrzení o udělení medaile
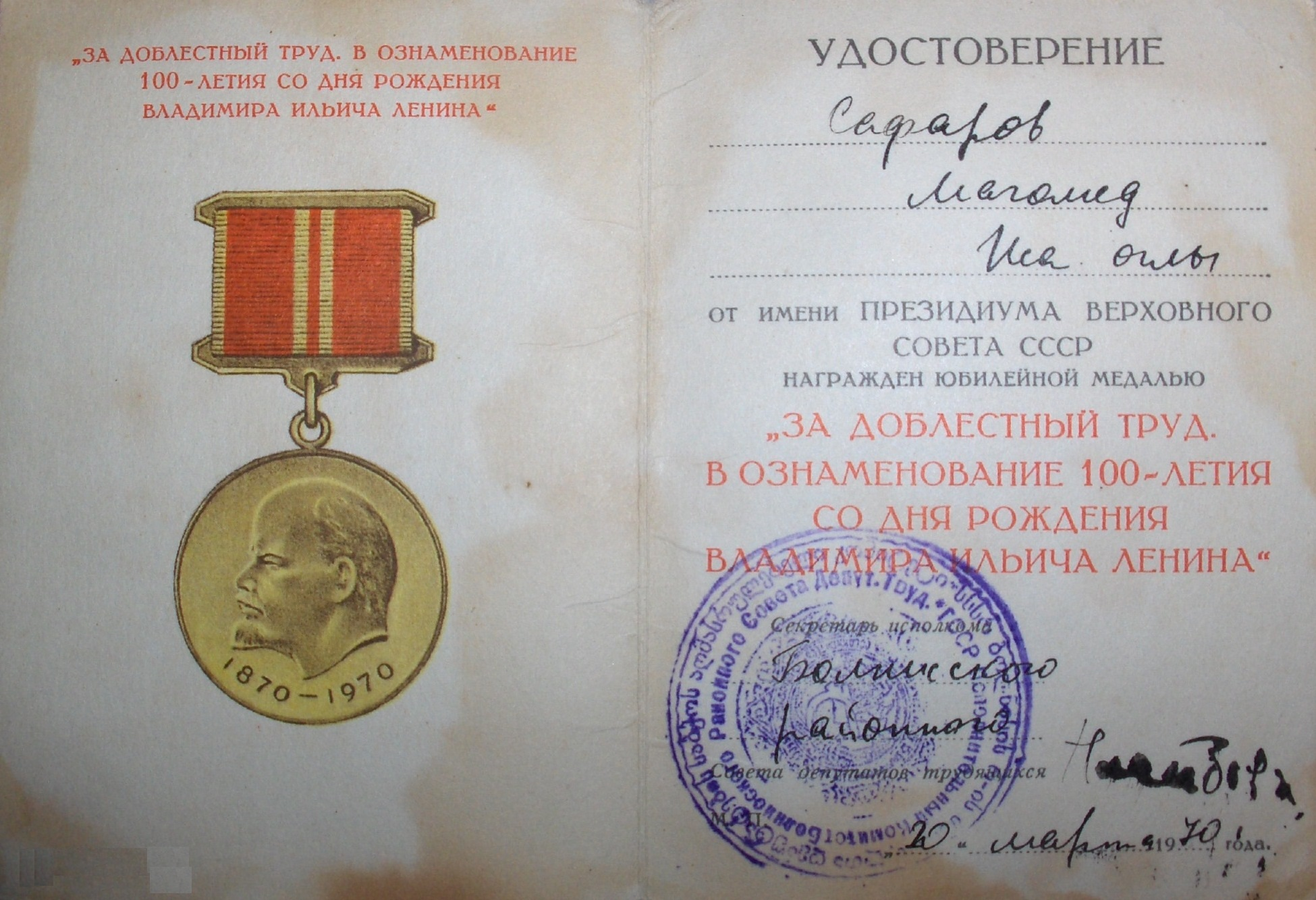
Potvrzení o udělení medaile
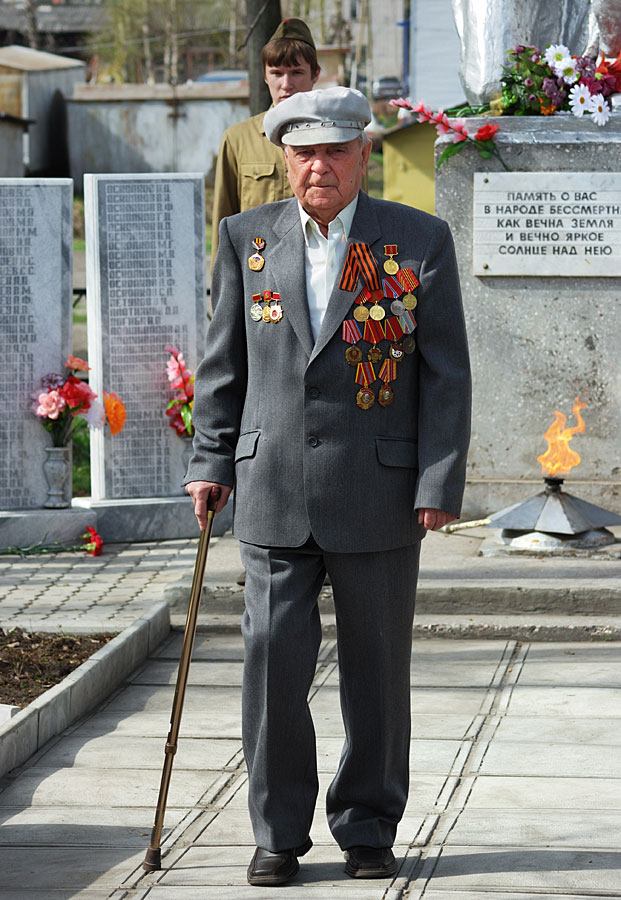
Umístění Medaile 100. výročí narození Vladimira Iljiče Lenina v přítomnosti dalších vyznamenání

## Popis medaile
Medaile o průměru 32 mm má kulatý tvar a je vyrobena z mosazi. Všechny verze medaile spolu sdílí základní vzhled. Na matném pozadí na přední straně je leštěný profil Vladimira Iljiče Lenina, pod kterým jsou data 1870–1972. Na zadní straně je nápis v cyrilici na čtyřech řádcích В ОЗНАМЕНОВАНИЕ 100-ЛЕТИЯ СО ДНЯ РОЖДЕНИЯ В. И. ЛЕНИНА. Nad nápisem je vyobrazení srpu a kladiva a pod nápisem je drobná pěticípá hvězda. U civilní varianty je nad srpem a kladivem při vnějším okraji medaile nápis v půlkruhu ЗА ДОБЛЕСТНЫЙ ТРУД a u vojenské verze nápis ЗА ВОИНСКУЮ ДОБЛЕСТЬ.

Medaile je připojena jednoduchým kroužkem ke kovové destičce o rozměrech 29 × 25 mm. Na destičce je stuha z hedvábného moaré široká 28 mm. Má podobu červené stuhy široké 24 mm lemované na obou stranách žlutými proužky o šířce 2 mm. Středem stuhy prochází dva žluté proužky široké 1 mm vzdálené od sebe 2 mm.

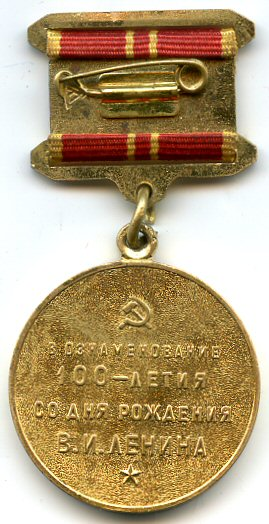
Zadní strana, verze pro cizince
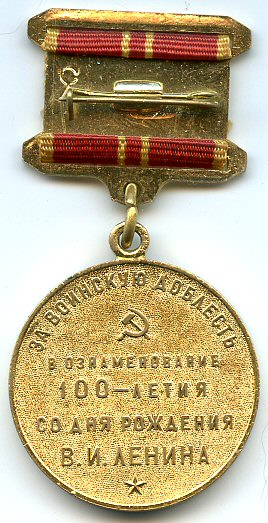
Zadní strana, vojenská verze
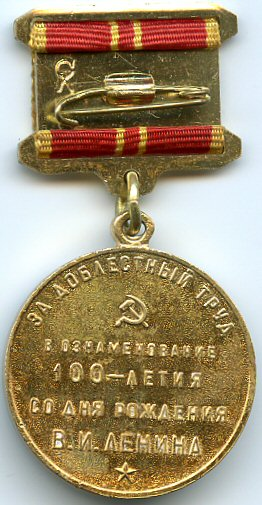
Zadní strana, civilní verze